# Chã de Parada

Uma das várias chãs (zonas planálticas) da Serra da Aboboreira em que foram descobertos grupos de monumentos megalíticos. Na Serra da Aboboreira, que se distribui pelos concelhos de Amarante, Baião e Marco de Canaveses, existe uma vasta necrópole megalítica, das maiores que actualmente se conhecem em território português, com cerca de 40 túmulos identificados.
Na Chã de Parada, para além da famosa Anta da Aboboreira, a Mamoa 1, foram identificadas 3 outras mamoas:
- A Mamoa 2,  localizada para Este da nº 1 e a cerca de 50 m para Norte do estradão principal da Serra, que se encontra completamente destruída;
- A Mamoa 3, que assenta sobre uma pequena elevação natural e é constituída por terra, parecendo possuir uma couraça de revestimento. Tem cerca de 18 m de diâmetro e foi parcialmente cortada por um estradão. A câmara funerária apresenta restos de pinturas na laje de cabeceira, muito danificadas pelos líquenes. Notam-se 2 rectângulos ligados por linhas sinusosas, um desenho do género dos das antas de Sales. Havia também vestígios de pintura em dois outros esteios.
- A Mamoa 4 (41° 12' 8" N, 8° 0' 30" O) tem um diâmetro oscilando entre os 15 e 16 m e é revestida por uma couraça de blocos e lajes de granito imbricados. Foram detectados 3 esteios de pequenas dimensões que parecem pertencer a um dólmen simples, ou seja, sem corredor, e de dimensões menores que o da Mamoa 3. É uma das mais antigas da Serra da Aboboreira (as datas C14 indicam uma data entre 3565 e 3390 a.C.)